# Salmo 73
El salmo 73  es, según la numeración hebrea, el  septuagésimo tercer salmo del Libro de los salmos de la Biblia. Corresponde al salmo 72 según la numeración de la Biblia Septuaginta griega, empleada también en la Vulgata latina. Por este motivo, recogiendo la doble numeración, a este salmo también se le refiere como el salmo 73 (72).
Es uno de los " Salmos de Asaf "; ha sido categorizado como uno de los Salmos de la Sabiduría ".

## Estructura
- Textos de la fuente principal: Masorético, Septuaginta y Rollos del Mar Muerto .[3]
- Este artículo consta de 28 párrafos.[4]
- En la versión de la Nueva Traducción de la Sociedad Bíblica de Indonesia , este salmo se titula "La lucha y la esperanza".[5]

## Contenido
A diferencia de muchos otros salmos, el salmo no trae una queja o alabanza a Dios. En cambio, el salmista menciona la experiencia de que a los malvados a menudo les va bien, mientras que a los piadosos se les atormenta a diario (ver también: Teodicea ). En el templo, en presencia de Dios, el adorador reconoce una verdad en la que estas contradicciones comienzan a resolverse. Al final, los piadosos y los malvados terminarán de manera diferente. La comunión con Dios ni siquiera puede abolirse con la muerte.

## Recepción
- El himno Sin embargo, Me quedo siempre contigo de Benjamin Schmolck de 1704 está inspirado en el Salmo 73, 23-24.[7]
- El himno Te amo mucho, O Herr von Martin Schalling alrededor de 1570 está inspirado en el Salmo 73, 25 s.[8]
- El lema anual de 2014 “Estar cerca de Dios es mi felicidad” proviene de la primera parte del versículo 28.[9]

## Texto
La siguiente tabla muestra el texto hebreo del salmo con vocales, junto con el texto en griego koiné texto en la Septuaginta y la traducción al español de la Biblia del Rey Jacobo. Tenga en cuenta que el significado puede diferir ligeramente entre estas versiones, ya que la Septuaginta y el texto masorético provienen de tradiciones textuales diferentes.  En la Septuaginta, este salmo está numerado como Salmo 72.
| #  | Hebreo                                                           | Español | Griego |
| -- | ---------------------------------------------------------------- | --- | --- |
| 1  | מִזְמ֗וֹר לְאָ֫סָ֥ף אַ֤ךְ ט֖וֹב לְיִשְׂרָאֵ֥ל אֱלֹהִ֗ים לְבָרֵ֥י לֵבָֽב׃                         | (Un Salmo de Asaf.) Verdaderamente Dios es bueno con Israel, incluso con los que tienen el corazón limpio.             | Ψαλμὸς τῷ ᾿Ασάφ. - ΩΣ ΑΓΑΘΟΣ ὁ Θεὸς τῷ ᾿Ισραήλ, τοῖς εὐθέσι τῇ καρδίᾳ.                                                                                      |
| 2  | וַאֲנִ֗י כִּ֭מְעַט (נטוי) [נָטָ֣יוּ] רַגְלָ֑י כְּ֝אַ֗יִן (שפכה) [שֻׁפְּכ֥וּ] אֲשֻׁרָֽי׃            | Pero en cuanto a mí, mis pies estaban a punto de fallar; mis pasos casi resbalaban.                                    | ἐμοῦ δὲ παραμικρὸν ἐσαλεύθησαν οἱ πόδες, παρ᾿ ὀλίγον ἐξεχύθη τὰ διαβήματά μου.                                                                              |
| 3  | כִּֽי־קִ֭נֵּאתִי בַּהוֹלְלִ֑ים שְׁל֖וֹם רְשָׁעִ֣ים אֶרְאֶֽה׃                                | Porque envidiaba a los necios, cuando veía la prosperidad de los impíos.                                               | ὅτι ἐζήλωσα ἐπὶ τοῖς ἀνόμοις εἰρήνην ἁμαρτωλῶν θεωρῶν, |
| 4  | כִּ֤י אֵ֖ין חַרְצֻבּ֥וֹת לְמוֹתָ֗ם וּבָרִ֥יא אוּלָֽם׃                                  | Porque no hay ataduras en su muerte, sino que su fuerza es firme.                                                      | ὅτι οὐκ ἔστιν ἀνάνευσις ἐν τῷ θανάτῳ αὐτῶν καὶ στερέωμα ἐν τῇ μάστιγι αὐτῶν·                                                                                |
| 5  | בַּעֲמַ֣ל אֱנ֣וֹשׁ אֵינֵ֑מוֹ וְעִם־אָ֝דָ֗ם לֹ֣א יְנֻגָּֽעוּ׃                                | No están en angustia como los demás hombres, ni son afligidos como los demás hombres.                                  | ἐν κόποις ἀνθρώπων οὐκ εἰσὶ καὶ μετὰ ἀνθρώπων οὐ μαστιγωθήσονται.                                                                                           |
| 6  | לָ֭כֵן עֲנָקַ֣תְמוֹ גַאֲוָ֑ה יַעֲטָף־שִׁ֝֗ית חָמָ֥ס לָֽמוֹ׃                                | Por eso el orgullo los rodea como una cadena; la violencia los cubre como un manto.                                    | διὰ τοῦτο ἐκράτησεν αὐτοὺς ἡ ὑπερηφανία, περιεβάλοντο ἀδικίαν καὶ ἀσέβειαν ἑαυτῶν.                                                                          |
| 7  | יָ֭צָא מֵחֵ֣לֶב עֵינֵ֑מוֹ עָ֝בְר֗וּ מַשְׂכִּיּ֥וֹת לֵבָֽב׃                                  | Sus ojos sobresalen por la gordura; tienen más de lo que el corazón podría desear.                                     | ἐξελεύσεται ὡς ἐκ στέατος ἡ ἀδικία αὐτῶν, διῆλθον εἰς διάθεσιν καρδίας·                                                                                     |
| 8  | יָמִ֤יקוּ ׀ וִידַבְּר֣וּ בְרָ֣ע עֹ֑שֶׁק מִמָּר֥וֹם יְדַבֵּֽרוּ׃                              | Son corruptos y hablan con maldad acerca de la opresión; hablan con altivez.                                           | διενοήθησαν καὶ ἐλάλησαν ἐν πονηρίᾳ, ἀδικίαν εἰς τὸ ὕψος ἐλάλησαν·                                                                                          |
| 9  | שַׁתּ֣וּ בַשָּׁמַ֣יִם פִּיהֶ֑ם וּ֝לְשׁוֹנָ֗ם תִּהֲלַ֥ךְ בָּאָֽרֶץ׃                                 | Ponen su boca contra los cielos, y su lengua recorre la tierra.                                                        | ἔθεντο εἰς οὐρανὸν τὸ στόμα αὐτῶν, καὶ ἡ γλῶσσα αὐτῶν διῆλθεν ἐπὶ τῆς γῆς.                                                                                  |
| 10 | לָכֵ֤ן ׀ (ישיב) [יָשׁ֣וּב] עַמּ֣וֹ הֲלֹ֑ם וּמֵ֥י מָ֝לֵ֗א יִמָּ֥צוּ לָֽמוֹ׃                    | Por eso vuelve aquí su pueblo, y se les exprimen las aguas de una copa llena.                                          | διὰ τοῦτο ἐπιστρέψει ὁ λαός μου ἐνταῦθα, καὶ ἡμέραι πλήρεις εὑρεθήσονται ἐν αὐτοῖς.                                                                         |
| 11 | וְֽאָמְר֗וּ אֵיכָ֥ה יָדַֽע־אֵ֑ל וְיֵ֖שׁ דֵּעָ֣ה בְעֶלְיֽוֹן׃                                | Y dicen: «¿Cómo sabe Dios? ¿Hay conocimiento en el Altísimo?».                                                         | καὶ εἶπαν· πῶς ἔγνω ὁ Θεός; καὶ εἰ ἔστι γνῶσις ἐν τῷ ῾Υψίστῳ;                                                                                               |
| 12 | הִנֵּה־אֵ֥לֶּה רְשָׁעִ֑ים וְשַׁלְוֵ֥י ע֝וֹלָ֗ם הִשְׂגּוּ־חָֽיִל׃                               | He aquí los impíos, que prosperan en el mundo; aumentan en riquezas.                                                   | ἰδοὺ οὗτοι οἱ ἁμαρτωλοὶ καὶ εὐθηνοῦντες· εἰς τὸν αἰῶνα κατέσχον πλούτου.                                                                                    |
| 13 | אַךְ־רִ֭יק זִכִּ֣יתִי לְבָבִ֑י וָאֶרְחַ֖ץ בְּנִקָּי֣וֹן כַּפָּֽי׃                              | En verdad, en vano he limpiado mi corazón y lavado mis manos en inocencia.                                             | καὶ εἶπα· ἄρα ματαίως ἐδικαίωσα τὴν καρδίαν μου καὶ ἐνιψάμην ἐν ἀθῴοις τὰς χεῖράς μου·                                                                      |
| 14 | וָאֱהִ֣י נָ֭גוּעַ כׇּל־הַיּ֑וֹם וְ֝תוֹכַחְתִּ֗י לַבְּקָרִֽים׃                                | Porque todo el día he sido afligido, y castigado cada mañana.                                                          | καὶ ἐγενόμην μεμαστιγωμένος ὅλην τὴν ἡμέραν, καὶ ὁ ἔλεγχός μου εἰς τὰς πρωΐας.                                                                              |
| 15 | אִם־אָ֭מַרְתִּי אֲסַפְּרָ֥ה כְמ֑וֹ הִנֵּ֤ה ד֖וֹר בָּנֶ֣יךָ בָגָֽדְתִּי׃                           | Si digo: «Hablaré así», he aquí que ofendería a la generación de tus hijos.                                            | εἰ ἔλεγον· διηγήσομαι οὕτως, ἰδοὺ τῇ γενεᾷ τῶν υἱῶν σου ἠσυνθέτηκα.                                                                                         |
| 16 | וָ֭אֲחַשְּׁבָה לָדַ֣עַת זֹ֑את עָמָ֖ל (היא) [ה֣וּא] בְעֵינָֽי׃                           | Cuando pensé en saber esto, me resultó demasiado doloroso;                                                             | καὶ ὑπέλαβον τοῦ γνῶναι τοῦτο· κόπος ἐστὶν ἐνώπιόν μου, |
| 17 | עַד־אָ֭בוֹא אֶל־מִקְדְּשֵׁי־אֵ֑ל אָ֝בִ֗ינָה לְאַחֲרִיתָֽם׃                               | Hasta que entré en el santuario de Dios; entonces comprendí su fin.                                                    | ἕως εἰσέλθω εἰς τὸ ἁγιαστήριον τοῦ Θεοῦ καὶ συνῶ εἰς τὰ ἔσχατα αὐτῶν.                                                                                       |
| 18 | אַ֣ךְ בַּ֭חֲלָקוֹת תָּשִׁ֣ית לָ֑מוֹ הִ֝פַּלְתָּ֗ם לְמַשּׁוּאֽוֹת׃                                | Ciertamente los pusiste en lugares resbaladizos; los arrojaste a la destrucción.                                       | πλὴν διὰ τὰς δολιότητας αὐτῶν ἔθου αὐτοῖς κακά, κατέβαλες αὐτοὺς ἐν τῷ ἐπαρθῆναι.                                                                           |
| 19 | אֵ֤יךְ הָי֣וּ לְשַׁמָּ֣ה כְרָ֑גַע סָ֥פוּ תַ֝֗מּוּ מִן־בַּלָּהֽוֹת׃                              | ¡Cómo han sido reducidos a la desolación, en un instante! Han sido consumidos por el terror.                           | πῶς ἐγένοντο εἰς ἐρήμωσιν ἐξάπινα· ἐξέλιπον, ἀπώλοντο διὰ τὴν ἀνομίαν αὐτῶν.                                                                                |
| 20 | כַּחֲל֥וֹם מֵהָקִ֑יץ אֲ֝דֹנָ֗י בָּעִ֤יר ׀ צַלְמָ֬ם תִּבְזֶֽה׃                               | Como un sueño cuando uno despierta, así, oh Señor, cuando despiertes, despreciarás su imagen.                          | ὡσεὶ ἐνύπνιον ἐξεγειρομένου, Κύριε, ἐν τῇ πόλει σου τὴν εἰκόνα αὐτῶν ἐξουδενώσεις.                                                                          |
| 21 | כִּ֭י יִתְחַמֵּ֣ץ לְבָבִ֑י וְ֝כִלְיוֹתַ֗י אֶשְׁתּוֹנָֽן׃                                    | Así se entristeció mi corazón, y me dolieron mis entrañas.                                                             | ὅτι ἐξεκαύθη ἡ καρδία μου, καὶ οἱ νεφροί μου ἠλλοιώθησαν,                                                                                                   |
| 22 | וַאֲנִי־בַ֭עַר וְלֹ֣א אֵדָ֑ע בְּ֝הֵמ֗וֹת הָיִ֥יתִי עִמָּֽךְ׃                                | Tan necio era yo, e ignorante: era como una bestia delante de ti.                                                      | κἀγὼ ἐξουδενωμένος καὶ οὐκ ἔγνων, κτηνώδης ἐγενόμην παρά σοι.                                                                                               |
| 23 | וַאֲנִ֣י תָמִ֣יד עִמָּ֑ךְ אָ֝חַ֗זְתָּ בְּיַד־יְמִינִֽי׃                                    | Sin embargo, yo estoy continuamente contigo; tú me sostienes por mi mano derecha.                                      | κἀγὼ διαπαντὸς μετὰ σοῦ, ἐκράτησας τῆς χειρὸς τῆς δεξιᾶς μου                                                                                                |
| 24 | בַּעֲצָתְךָ֥ תַנְחֵ֑נִי וְ֝אַחַ֗ר כָּב֥וֹד תִּקָּחֵֽנִי׃                                     | Tú me guiarás con tu consejo, y después me recibirás en tu gloria.                                                     | καὶ ἐν τῇ βουλῇ σου ὡδήγησάς με καὶ μετὰ δόξης προσελάβου με.                                                                                               |
| 25 | מִי־לִ֥י בַשָּׁמָ֑יִם וְ֝עִמְּךָ֗ לֹֽא־חָפַ֥צְתִּי בָאָֽרֶץ׃                                  | ¿A quién tengo en el cielo sino a ti? Y en la tierra no hay nadie que yo desee aparte de ti.                           | τί γάρ μοι ὑπάρχει ἐν τῷ οὐρανῷ, καὶ παρὰ σοῦ τί ἠθέλησα ἐπὶ τῆς γῆς;                                                                                       |
| 26 | כָּלָ֥ה שְׁאֵרִ֗י וּלְבָ֫בִ֥י צוּר־לְבָבִ֥י וְחֶלְקִ֗י אֱלֹהִ֥ים לְעוֹלָֽם׃                       | Mi carne y mi corazón desfallecen, pero Dios es la fortaleza de mi corazón y mi porción para siempre.                  | ἐξέλιπεν ἡ καρδία μου καὶ ἡ σάρξ μου, ὁ Θεὸς τῆς καρδίας μου καὶ ἡ μερίς μου ὁ Θεὸς εἰς τὸν αἰῶνα.                                                          |
| 27 | כִּֽי־הִנֵּ֣ה רְחֵקֶ֣יךָ יֹאבֵ֑דוּ הִ֝צְמַ֗תָּה כׇּל־זוֹנֶ֥ה מִמֶּֽךָּ׃                            | Porque he aquí que los que están lejos de ti perecerán; has destruido a todos los que se prostituyen alejándose de ti. | ὅτι ἰδοὺ οἱ μακρύνοντες ἑαυτοὺς ἀπὸ σοῦ ἀπολοῦνται, ἐξωλόθρευσας πάντα τὸν πορνεύοντα ἀπὸ σοῦ.                                                              |
| 28 | וַאֲנִ֤י ׀ קִ֥רְבַ֥ת אֱלֹהִ֗ים לִ֫י־ט֥וֹב שַׁתִּ֤י ׀ בַּאדֹנָ֣י יֱהֹוִ֣ה מַחְסִ֑י לְ֝סַפֵּ֗ר כׇּל־מַלְאֲכוֹתֶֽיךָ׃ | Pero es bueno para mí acercarme a Dios: he puesto mi confianza en el Señor DIOS, para poder declarar todas tus obras.  | ἐμοὶ δὲ τὸ προσκολλᾶσθαι τῷ Θεῷ ἀγαθόν ἐστι, τίθεσθαι ἐν τῷ Κυρίῳ τὴν ἐλπίδα μου τοῦ ἐξαγγεῖλαί με πάσας τὰς αἰνέσεις σου ἐν ταῖς πύλαις τῆς θυγατρὸς Σιών. |

## Comentarios

### De la Iglesia católica

#### A todo el salmo
Este salmo, el primero del grupo atribuido a Asaf, establece un paralelo temático con el Salmo 1 al contraponer nuevamente la suerte del justo y del impío. Funciona como una introducción a la reflexión sapiencial que recorre el salterio, exhortando a optar por Dios pese a las aparentes ventajas de la injusticia. La verdadera sabiduría se revela en la elección del salmista, quien, tras una crisis interior, reafirma su fidelidad a Dios.
El poema comienza con la afirmación de la bondad divina hacia el pueblo fiel (v. 1) y se estructura en torno a una experiencia personal intensa (vv. 2-27), cerrando con la convicción de que lo mejor es permanecer junto a Dios (v. 28). La crisis se desata al observar la prosperidad de los impíos (vv. 2-3), cuyo estilo de vida describe con detalle (vv. 4-12). A partir de esa observación, el salmista cuestiona el valor de su integridad (vv. 13-14), aunque, incapaz de seguir el mismo camino, se abre a una comprensión más profunda del actuar divino (vv. 15-17). Esto le permite entender el desenlace de los impíos (vv. 18-20) y reconocer la necedad de su envidia (vv. 21-22). Concluye que Dios ha sido y será su sostén (vv. 23-26), y que el alejamiento de Dios conduce a la perdición (v. 27). La declaración de Jesús sobre los limpios de corazón, que verán a Dios (Mt 5,8), encuentra eco en este salmo, donde se proclama que la bondad divina se manifiesta precisamente hacia quienes conservan un corazón íntegro. La esperanza del salmista en ser acogido en la gloria divina (v. 24) y su deseo de vivir en comunión con Dios (vv. 25, 28) anticipan esa bienaventuranza prometida en el Evangelio.

«Nos invita a purificar nuestro corazón de sus malvados instintos y a buscar el amor de Dios por encima de todo. Nos enseña que la verdadera dicha no reside ni en la riqueza o el bienestar, ni en la gloria humana o el poder, ni en ninguna obra humana, por útil que sea, como las ciencias, las técnicas y las artes, ni en ninguna criatura, sino sólo en Dios, fuente de todo bien y de todo amor. 

#### A los versículos 1-20
El verdadero Israel está formado por quienes buscan a Dios con sinceridad. El salmista se incluye entre los «limpios de corazón» (v. 13), es decir, aquellos que actúan con rectitud y temor de Dios. Sin embargo, comparte el conflicto interior que le provoca la prosperidad de los impíos. Al observar su éxito, siente la tentación de imitarlo. Esta prosperidad (vv. 4-5) va acompañada de orgullo, violencia (v. 6), materialismo (v. 7), abuso verbal y manipulación (vv. 8-10), y, sobre todo, desprecio hacia Dios (v. 11).
Ante esta situación, surge la duda sobre el valor de la fidelidad a Dios, especialmente cuando el justo sufre continuamente. El salmista, consciente de su pertenencia al pueblo de la Alianza —la «estirpe de tus hijos»—, se siente obligado a mantenerse fiel (v. 1). La comprensión solo llega cuando entra en el santuario de Dios (vv. 16-17). El término hebreo aparece en plural, posiblemente aludiendo a los designios divinos, aunque antiguas versiones y muchas traducciones modernas lo interpretan como referencia al Templo. En cualquier caso, es en la relación con Dios donde el salmista encuentra claridad y sentido a su experiencia.

#### A los versículos 21-28
Al comprender los designios de Dios, el salmista reconoce que sus angustias previas carecían de fundamento. Había actuado impulsivamente, sin reflexión, como una bestia sin entendimiento. El texto hebreo usa el término “bestias”, pero la Vulgata lo traduce como “borrico”, una imagen que sugiere humildad y docilidad. A continuación, el salmo expresa la disposición del salmista a dejarse guiar por Dios, lo que convierte este momento en una invitación a la humildad y al abandono confiado. Josemaría Escrivá veía en esta figura del borrico un símbolo del servicio silencioso y fiel, recordando que uno de ellos sirvió de trono a Cristo en su entrada en Jerusalén.

No sé a vosotros; pero a mí no me humilla reconocerme, a los ojos del Señor, como jumento: como un borriquito soy yo (…). Vamos a confiar al Señor nuestra decisión de aprender a realizar esta tarea de servicio, porque sólo sirviendo podremos conocer y amar a Cristo, y darlo a conocer y lograr que otros más lo amen.

## Versículo 17
Hasta que entre en el santuario de Dios y vea su fin.
Este salmo pregunta por qué los malvados parecen vivir cómodamente y escapar del castigo. Sin embargo, continúa con la observación de que la gloria de los impíos es vana y en realidad es una de castigo. El salmista que servía a Dios fielmente ( Salmo 73: 1,13 ) se desanimó cuando comparó su sufrimiento con la paz y la felicidad que experimentan muchas personas inicuas ( Salmo 73: 2-3 ). Sin embargo, su fe en Dios y sus caminos fue restaurada cuando Dios reveló el triste final de los malvados y la verdadera bendición de los justos ( Salmo 73: 16-28 ).
En este versículo, Dios le muestra al salmista el destino de los malvados.
1. Esta revelación coloca el problema del salmista en términos de eternidad ( Salmo 73: 17-20 ) y la máxima bendición para los creyentes (Salmo 73: 25-28). Al final, todos los justos triunfarán y triunfarán con Dios, mientras que los malvados perecerán.
2. En nuestra corta vida, si juzgamos las cosas solo desde una perspectiva humana limitada, limitada al mundo, seguramente nos decepcionaremos y desanimaremos. Debemos tener la Palabra de Dios revelada y el Espíritu Santo para completar este viaje de vida con fe y confianza en la bondad y justicia de Dios.[18]

## Análisis
En opinión de Walter Brueggemann (1984), "en la estructura canónica del Salterio, el Salmo 73 ocupa un lugar central en un papel crucial. Incluso si el Salmo no está literariamente en el centro, propongo que también lo es teológicamente. como canónicamente ".  Era el salmo favorito de Martin Buber , quien dijo al respecto: "¿Qué es lo que me atrae tanto a este poema que se reconstruye fuera de la descripción, el informe y la confesión, y me atrae cada vez más fuerte a medida que envejezco? ? Creo que es esto, que aquí una persona relata cómo alcanzó el verdadero sentido de su experiencia de vida y que este sentido toca directamente lo eterno ”.

## Usos

### Iglesia católica
Este salmo se reza en el oficio de lecturas de la Liturgia de las horas los lunes de la cuarta semana. Para facilitar la comprensión se le asigna a cada salmo un título en rojo (rúbrica) que no forma parte del salmo. El título del Salmo 73 es Por qué sufre el justo.